# Yijing (sockenhuvudort i Kina, Shanxi Sheng, lat 39,64, long 113,21)
Yijing är en sockenhuvudort i Kina. Den ligger i provinsen Shanxi, i den norra delen av landet, omkring 200 kilometer norr om provinshuvudstaden Taiyuan. Antalet invånare är 19 905. Befolkningen består av 9 603 kvinnor och 10 302 män. Barn under 15 år utgör 15,0 %, vuxna 15-64 år 74 %, och äldre över 65 år 10,0 %.
Runt Yijing är det ganska tätbefolkat, med 172 invånare per kvadratkilometer. Närmaste större samhälle är Nanhezhong, 17,5 km söder om Yijing. Trakten runt Yijing består i huvudsak av gräsmarker.
Genomsnittlig årsnederbörd är 695 millimeter. Den regnigaste månaden är juli, med i genomsnitt 172 mm nederbörd, och den torraste är januari, med 4 mm nederbörd.